# Arthur (Nebraska)
Arthur è un villaggio degli Stati Uniti d'America ed è capoluogo della contea di Arthur nello Stato del Nebraska. La popolazione era di 117 persone al censimento del 2010.

## Storia
Arthur fu progettata nel 1914 come capoluogo della nuova contea dall'omonimo nome. La città prende il nome dalla contea di Arthur, che a sua volta prende il nome dal presidente Chester Arthur. Arthur fu incorporato come villaggio nel 1944.

## Geografia fisica
Arthur è situata a 41°34′20″N 101°41′27″W (41.572244, -101.690738).
Secondo lo United States Census Bureau, ha un'area totale di 0,31 miglia quadrate (0,80 km²).

## Società

### Evoluzione demografica
Secondo il censimento del 2010, c'erano 117 persone.

### Etnie e minoranze straniere
Secondo il censimento del 2010, la composizione etnica del villaggio era formata dal 99,1% di bianchi e lo 0,9% di asiatici.